# 剣山国定公園
剣山国定公園（つるぎさんこくていこうえん）は石鎚山と並ぶ四国の主峰である剣山を中心とした剣山地にある国定公園。1964年3月3日指定。
徳島県を中心とするが、一部は高知県の山も含まれている。剣山や三嶺（みうね）を中心とした山岳地帯のほか、祖谷渓や大歩危、小歩危を中心とした渓谷もこの国定公園の見所である。
剣山地は自然が豊富に残っており、特に徳島県南部の高の瀬峡は県下有数の景勝地として知られる。そのほか山麓には無数の渓谷が見られ、つるぎ町の一宇峡、高知県側の別府峡などの景勝地がある。
祖谷渓は15kmに亘る断崖絶壁で、また近辺は平家の落ち武者が隠棲したといわれる隠田集落で著名であり、秋山郷や椎葉、五箇山、五家荘などと共に国内有数の秘境として名高い。大歩危・小歩危は国内有数の急流で知られ、カヌー競技や急流下り体験で有名である。

## 主な景勝地
- 剣山地域
  - 高の瀬峡
  - べふ峡 - 香美市物部町別府の槇山川源流域[5]に広がる渓谷。山桜、ツツジ、紅葉などが見られる[6]。近隣にべふ峡温泉[7]、べふ峡キャンプ場などがある。
  - 一宇峡
- 祖谷地域
  - 祖谷渓（いやだに／いやけい）
  - 大歩危
  - 小歩危

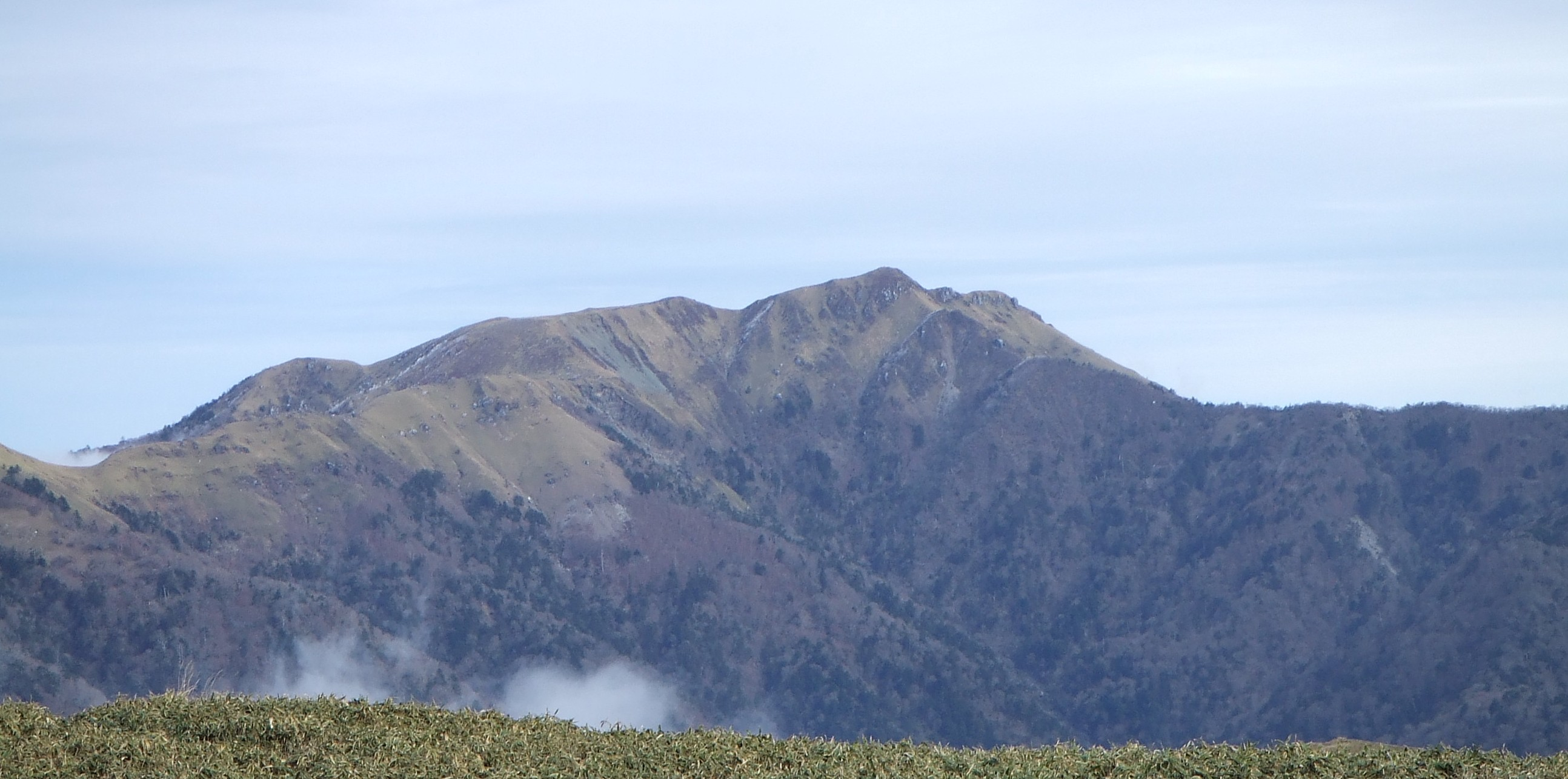
三嶺
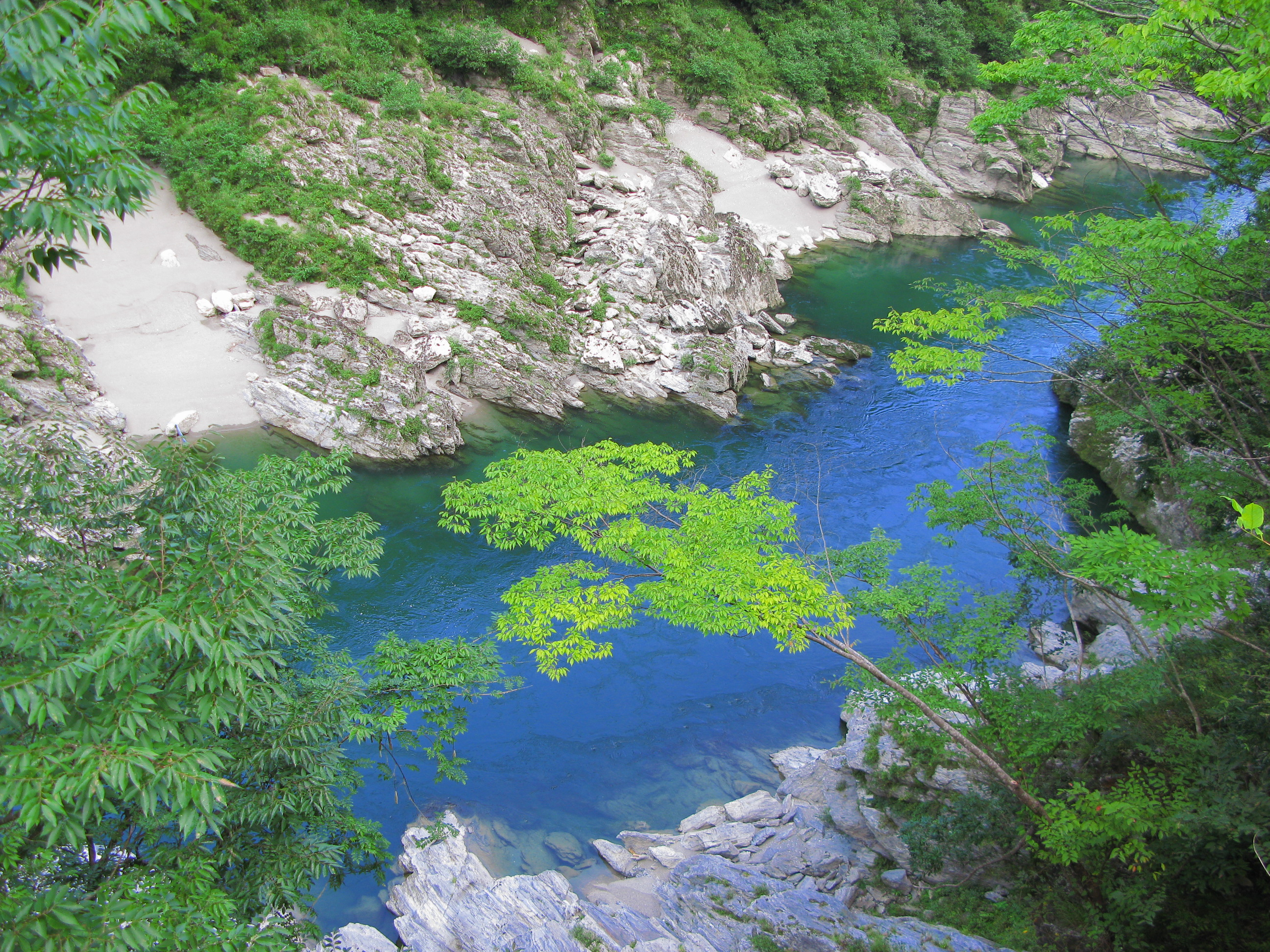
大歩危
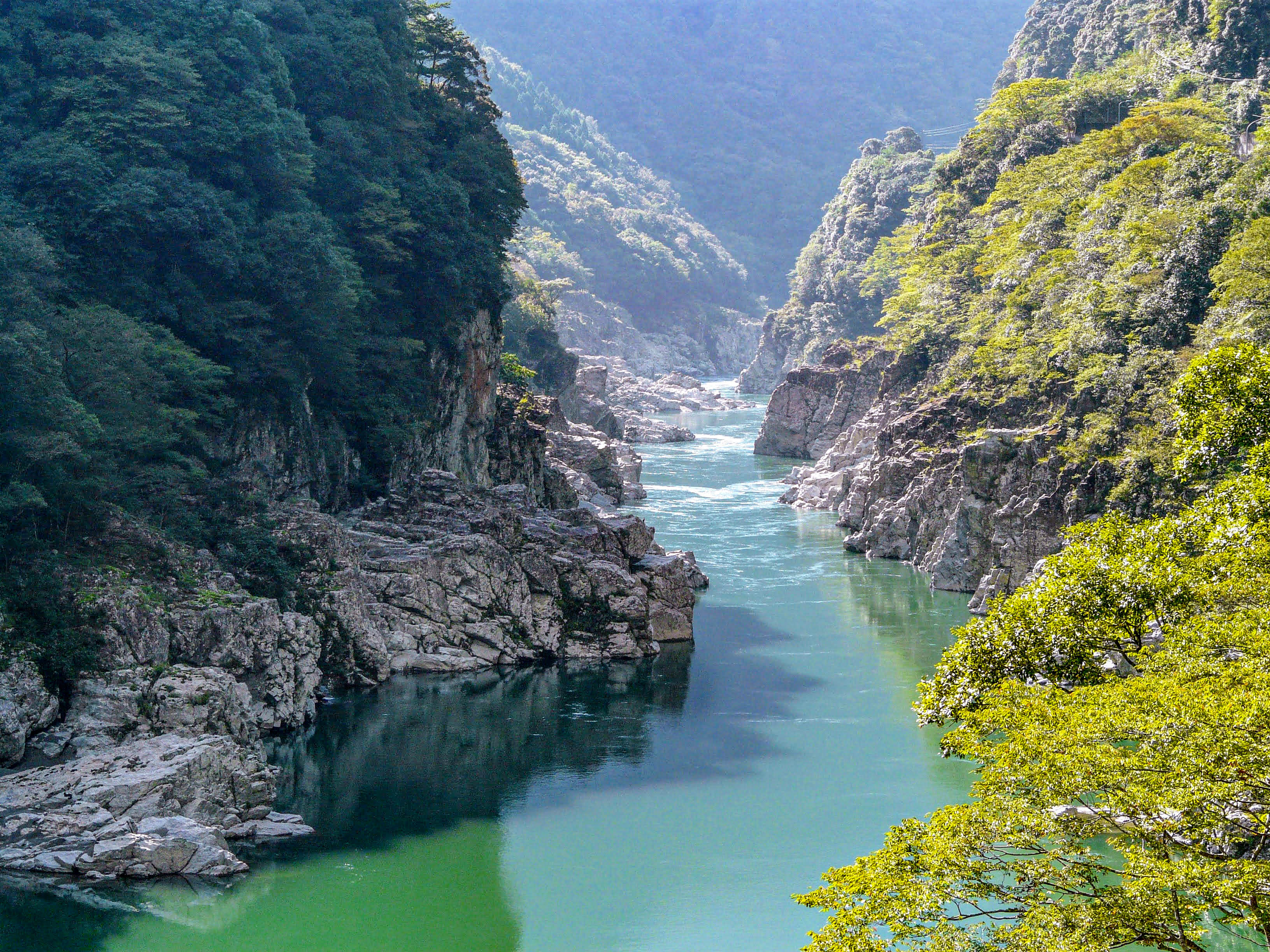
小歩危
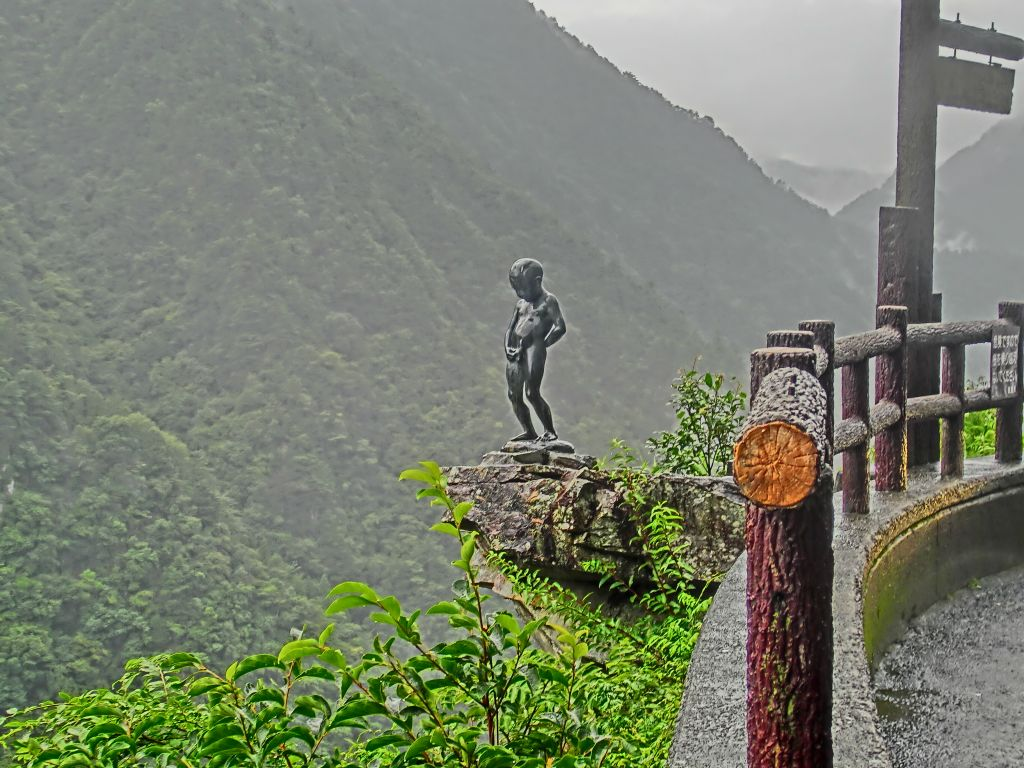
祖谷渓の小便小僧
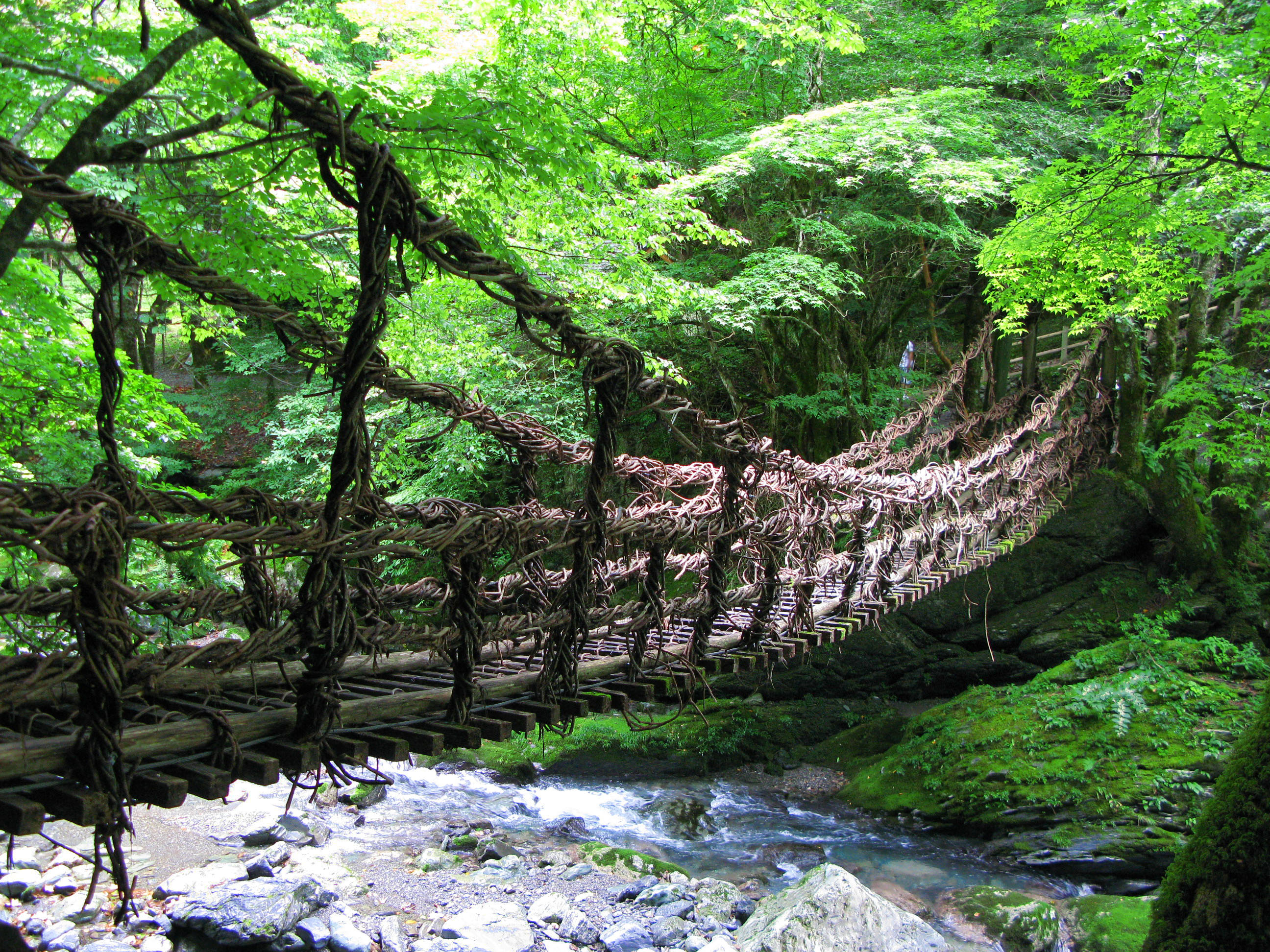
奥祖谷の二重かずら橋
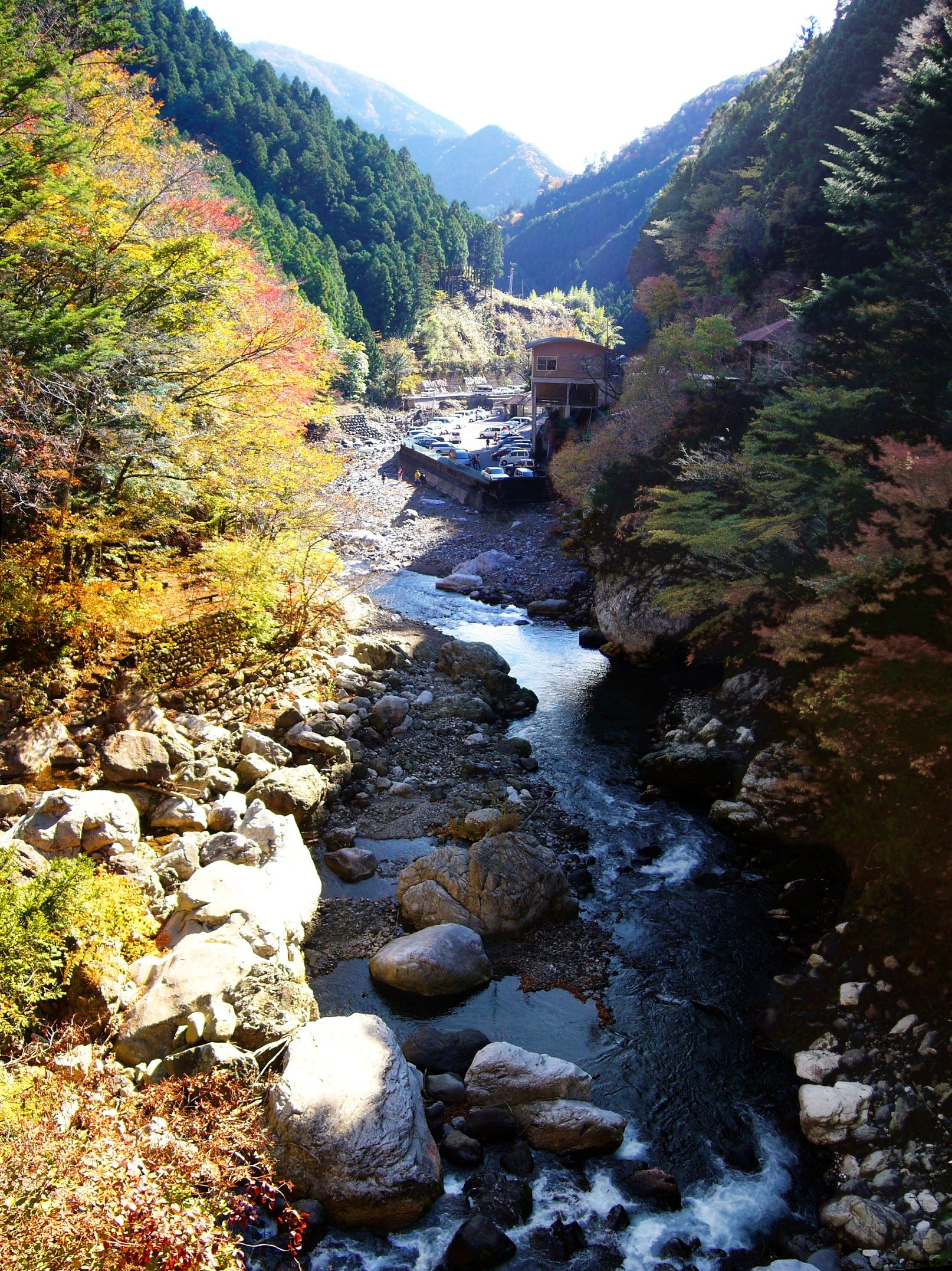
べふ峡